# I Wanna Be Your Man
I Wanna Be Your Man is een nummer uit 1963, dat op naam staat van het duo Lennon-McCartney en zowel door The Beatles als The Rolling Stones is opgenomen. The Rolling Stones deden dat drie weken eerder dan The Beatles. Paul McCartney maakte een begin met het nummer en hij maakte het samen met John Lennon af tijdens een opnamesessie van The Stones.

## Versie van The Rolling Stones
De geschiedenis van het nummer kent twee versies. Volgens de ene versie zagen Lennon en McCartney Mick Jagger en Keith Richards voorbijkomen in een taxi op weg naar de De Lane Lea Studios (Kingsway 129, Londen) en vroegen ze om een lift. Toen ze hoorden dat The Stones verlegen zaten om nummers om op te nemen, boden ze het nummer aan waar McCartney net aan begonnen was. Volgens de andere versie kwam Andrew Loog Oldham, de producer van The Stones, Lennon en McCartney op straat tegen en raakten ze in gesprek, met hetzelfde resultaat.
Lennon en McCartney zongen het beginnetje van I Wanna Be Your Man voor en toen het bij hun collega-muzikanten in de smaak viel, maakten ze in een hoekje van de studio het nummer af, tot grote bewondering van The Stones.
Bij de opname waren de rollen als volgt verdeeld:
- Mick Jagger, zang
- Brian Jones, achtergrondzang en gitaar (bespeeld met een slide)
- Keith Richards, slaggitaar
- Bill Wyman, basgitaar
- Charlie Watts, drums

Het is een van de weinige nummers van The Stones met alleen Brian Jones als achtergrondzanger.
Volgens David Dalton in het boek The Rolling Stones: The First Twenty Years hadden The Beatles hun collega-groep op het idee gebracht zelf nummers te gaan schrijven, nu ze hadden gezien hoe snel dat kon. Ze mochten het meteen proberen met de achterkant van I Wanna Be Your Man. Ze hadden nog een half uur om een achterkant in elkaar te flansen en met vereende krachten, inclusief een pianopartij van Ian Stewart, lukte dat. Het resultaat is Stoned, een grotendeels instrumentaal nummer met af en toe een uitroep van Mick Jagger. Het is het eerste nummer dat op naam staat van Nanker Phelge, het pseudoniem dat The Rolling Stones gedurende hun eerste jaren gebruikten voor hun zelfgeschreven nummers.
Gekoppeld aan Stoned werd I Wanna Be Your Man op 1 november 1963 uitgebracht als tweede single van The Rolling Stones. De plaat kwam in de plaats van de combinatie Poison Ivy / Fortune Teller, die oorspronkelijk gepland was als hun tweede single. I Wanna Be Your Man bleek redelijk succesvol; de plaat haalde de twaalfde plaats in de Engelse UK Singles Chart. In de Verenigde Staten kwam het nummer pas uit op 6 maart 1964, en wel als B-kant van Not Fade Away.
I Wanna Be Your Man is nooit op een studioalbum verschenen. De eerste verschijning op een album was op de verzamel-lp Milestones van 1972. Tevens staat het nummer op de verzamelalbums Stones Story (1976) en Singles Collection: The London Years (1989/2002).

## Versie van The Beatles
Op de versie van The Beatles zelf trad Ringo Starr als zanger op. Het nummer verscheen op de tweede lp van de groep, With the Beatles, die uitkwam op 22 november 1963. Het staat ook op de eerste Amerikaanse lp van The Beatles, Meet The Beatles! (januari 1964). Een liveversie (opgenomen 28 februari, uitgezonden 30 maart 1964) staat op Live at the BBC (1994).
De bezetting was:
- Ringo Starr, zang, drums, maraca's
- John Lennon, achtergrondzang, semiakoestische gitaar
- Paul McCartney, achtergrondzang, basgitaar
- George Harrison, elektrische gitaar
- George Martin, hammondorgel

In 1980 liet John Lennon zich in een interview enigszins denigrerend uit over het nummer:
‘It was a throwaway. The only two versions of the song were Ringo and the Rolling Stones. That shows how much importance we put on it: We weren't going to give them anything great, right?’
‘Het was een weggevertje. De enige twee versies van het nummer waren van Ringo en The Rolling Stones. Dat bewijst wel hoeveel belang we eraan hechtten: We zouden ze nooit iets geweldigs geven, toch?’
Paul McCartney vertelde zijn biograaf Barry Miles dat een nummer voor Ringo, zoals I Wanna Be Your Man, wel simpel moest zijn; tijdens een live-optreden moest hij het immers kunnen zingen onder het drummen door (in: Barry Miles, Paul McCartney: Many Years from Now, 1997).

## Coverversies
Er bestaan coverversies van o.a. Adam Faith (op de lp Faith Alive!, 1965), Count Basie (op Basie's Beatle Bag, 1966), Bobby Moore & the Rhythm Aces (single, 1967), Chaka Demus & Pliers (single, 1994), Freddie & the Dreamers (live-uitvoering op de verzamel-cd The Collection (1990)), Ironik (single, 2008), L.A. Guns (muziekvideo, 1989), Suzi Quatro (op haar debuut-lp Suzi Quatro (1973)), The Rezillos (als achterkant van hun debuutsingle I Can't Stand My Baby (1977)), The Smithereens (op Meet The Smithereens! (2007)) en Charlie Wilson (op Just Charlie (2010)). 
The Barron Knights parodieerden het nummer als We don’t want to join the Royal Navy in hun medley Call Up the Groups (1964).
Op het album Kiss or Kill van de Amerikaanse heavymetalband Endeverafter staat een ander nummer met de naam I Wanna Be Your Man.